# Попытка роспуска Госдумы в марте 1996 г.
Попытка роспуска Госдумы в марте 1996 г. — 15-18 марта 1996 г. президент России Борис Ельцин рассматривал возможность распустить Госдуму РФ после того, как последняя денонсировала Беловежские соглашения 15 марта 1996 г.
Сторонниками роспуска нижней палаты парламента были глава безопасности Президента России Александр Коржаков и некоторые другие силовики.
Противниками - министр внутренних дел Анатолий Куликов,  председатель Конституционного суда Владимир Туманов, министр обороны Павел Грачев, дочь Ельцина Татьяна Юмашева, а также Анатолий Чубайс и помощники президента.
17 марта Ельцин приказал МВД заблокировать Госдуму, а своим помощникам подготовить указ о роспуске Госдумы.
Помощники отказались готовить указ и сообщили президенту о неконституционности таких действий. Дочь Ельцина уговорила его принять Чубайса и выслушать его мнение. В результате, Чубайс утром 18-го марта смог отговорить Ельцина от роспуска парламента. 

## Ход событий
15 марта 1996 г. Госдума силами КПРФ и союзных ей фракций денонсировала Беловежские соглашения.
Вечером 15-го марта Ельцин на госдаче в Завидово обсуждает с начальником охраны Коржаковым ситуацию, и тот убеждает его, что надо перенести президентские выборы, а парламент - разогнать. Ельцин и Коржаков выехали в Москву рано утром 16-го марта. 

Утром 17-го марта, в воскресенье, Ельцин вызвал к себе министра МВД Анатолия Куликова. Тот вспоминал:
В воскресенье 17 марта 1996 года в половине восьмого утра у меня дома раздался звонок: по ВЧ звонил руководитель Службы безопасности президента РФ Александр Коржаков. Он попросил меня приехать к 11 часам в Кремль. <...>
Когда я вошел в приемную Ельцина, из его кабинета как ошпаренный мне навстречу выскочил генеральный прокурор РФ Юрий Скуратов. Мы успели только поздороваться: меня сразу пригласили к Ельцину. Президент выглядел встревоженным, пожал руку и, не глядя на меня, объявил:
«Я решил в понедельник распустить Государственную думу. Она превысила свои полномочия. Я больше не намерен этого терпеть. Надо запретить коммунистическую партию, перенести выборы. Мне нужны два года».
Я сказал:
«Борис Николаевич, вы – президент и Верховный главнокомандующий и можете принимать такие решения. Мы обязаны им подчиняться. Я прямо сейчас отдам все необходимые распоряжения. Но если вы не возражаете, я бы хотел все продумать и доложить вам сегодня, к 17 часам, свои соображения более подробно».
Ельцин дал согласие.
Когда я вышел из кабинета, меня попросили подняться к Коржакову. У него были Скуратов, первый заместитель председателя правительства РФ Олег Сосковец, руководитель ФСБ РФ Михаил Барсуков и начальник Главного управления охраны РФ Юрий Крапивин.
Я говорю Крапивину:
«Юрий, смотри, чтоб не получилось как в 1993 году. Если пройдет утечка информации, в Госдуму набьется тьма народу. Опять придется штурмовать. Надо очистить здание под благовидным предлогом. Объявить, что оно заминировано, взять под охрану…»

Мы быстро обменялись мнениями о сложившейся ситуации, и я поехал в министерство, где по моей команде собрались находившиеся в Москве члены коллегии МВД. Рассказав им о разговоре с президентом, я велел сохранять тайну и дал команду готовить расчет сил и средств…
Было видно, что Ельцин блефовал, по словам Куликова, т.к. при обзвоне других должностных лиц выяснялось, что Ельцин с ними не согласовывал свои действия. Например, между министром обороны Павлом Грачевым и Куликовым состоялся следующий диалог:
17 марта Грачев в Кремле отсутствовал. Воскресенье же, и он мог быть на охоте или где-то еще. Правда, президент в разговоре со мной вскользь упомянул, что Грачев его поддерживает.
Между тем отсутствие министра обороны в Кремле в такой момент представляло собой некую интригу. Мы с Грачевым однокашники, вместе учились в Академии Генерального штаба. Я позвонил ему по спецсвязи:
«Павел, ты в курсе того, что президент принял решение о разгоне Госдумы и запрете компартии?»
В ответ слышу:
«Нет, мне об этом он ничего не сказал». Я говорю: «А мне он сказал, что с тобой все обсудил».
Грачев отвечает:

«Президент мне позвонил и спросил, поддержу ли я Куликова, если он будет действовать по выполнению указа, связанного с решением Госдумы о денонсации Беловежских соглашений». По словам Грачева, он обещал Ельцину поддержать Куликова. Спрашиваю: «Но ты в курсе дела, что президент принял решение разогнать Госдуму и ликвидировать компартию?» Говорит: «Нет. В первый раз об этом слышу».
После Куликова, в районе 11 часов, к Ельцину зашли его помощники: Батурин, Краснов, Сатаров и Илюшин. Ельцин поручил им подготовить указы о запрете КПРФ, роспуске Госдумы и переносе выборов Президента России на 2 года. Помощники были ошарашены, и параллельно с подготовкой документов, решили подготовить также и объяснение, почему эти указы нельзя подписывать.
К середине 17-го марта силовики оцепили Госдуму и вывели сотрудников аппарата, которые были там в тот момент.
Вечером 17-го марта Ельцин потребовал от помощников привезти текст указа к нему на дачу и уехал из Кремля. Все помощники президента отказались подготовить указ и подписали текст, в котором сообщили о правовой невозможности издания такого документа.
Утром 18-го марта в 6 утра Ельцин провел совещание, на котором против роспуска Госдумы выступили помощник Ельцина Илюшин, премьер-министр Черномырдин и министр внутренних дел Куликов.
Дочь Ельцина Татьяна Юмашева уговорила отца выслушать также мнение Чубайса. После разговора с ним, Ельцин отказывается от идеи роспуска Госдумы:
Это драматический был момент. Перенести выборы и распустить Думу хотел Коржаков. Это позволяло ему сохранить, как он считал, влияние на папу. Он окружил папу плотным слоем своих людей, на многих должностях вокруг постепенно оказались люди Коржакова, силовики, министры, секретари, вся охрана. И возник важный психологический момент. Одно дело, когда политик имеет возможность выслушать разные позиции, а тут папа оказался окружен людьми, которые все как один говорили: да зачем нам эта тяжелейшая кампания, вы останетесь еще на два года, это большой срок, там спокойно проведем выборы, все демократические ценности сохранятся. Но уже работала наша аналитическая группа, а мы считали, что перенос выборов — вещь смертельно опасная для страны. Не говоря уже о том, что отложить — это значит нарушить Конституцию.

## Последствия
Коржаков с Березовским начали готовить «Письмо тринадцати» как средство "легитимного", "мирного" переноса президентских выборов, чтобы он прошёл при согласии КПРФ и Госдумы. 
Депутаты поручили аппарату Госдумы найти резервное место для заседаний палаты, опасаясь новых попыток роспуска.

## Оценки
Ельцин позже так оценивал свои действия:
Чего греха таить: я всегда был склонен к простым решениям. Всегда мне казалось, что разрубить гордиев узел легче, чем распутывать его годами. На каком-то этапе, сравнивая две стратегии, предложенные мне разными по менталитету и по подходу к ситуации командами, я почувствовал: ждать результата выборов в июне нельзя… Действовать надо сейчас!
Я решился и сказал сотрудникам аппарата: «Готовьте документы…» Началась сложная юридическая работа. Был подготовлен ряд указов: в частности, о запрещении компартии, о роспуске Думы, о переносе выборов президента на более поздние сроки. За этими формулировками — приговор: в рамках действующей Конституции я с кризисом не справился.

Ситуацию я для себя сформулировал так: ценой тяжелой потери качества — выхода за конституционное поле — я решаю одну из своих главных задач, поставленных мной еще в начале президентства. После этого шага с компартией в России будет покончено навсегда.